# Emdjez Edchich
Emdjez Edchich (anciennement Robertville) est une commune de la wilaya de Skikda en Algérie.

## Géographie

### Localisation
La commune d'Emjez Edchich est localisée dans la partie centrale de la wilaya de Skikda à 34 km au sud-est de Skikda  traversée par deux chemins de wilaya no 06 et no 142 qui mènent vers des destinations importantes, et le chemin de fer (ligne Ramdane Djamel-Jijel). 
Outre le chef-lieu qui est la ville d'Emjez Edchich, la commune comprend trois autres agglomérations secondaires: Dekkich Rabah situé à 3 km du chef-lieu, Ali Hazila Ramdane situé à 4 km du chef-lieu et Sfisfa situé à 4 km du chef-lieu.
Le territoire administratif de la commune couvre une superficie totale de 76,89 km2.

### Communes limitrophes
Elle est limitée au nord par les communes de Bouchetata et Ramdane Djamel, au sud la commune d’El-Harrouch, à l’est la commune de Salah Bouchaour et à l’ouest par la commune de Sidi Mezghiche.
|                | Bouchtata Ramdane Djamel |                 |
| Sidi Mezghiche | Emdjez Edchich           | Salah Bouchaour |
|                | El Harrouch              |                 |

### Relief
La ville d'Emjez-Edchich est située dans une vallée entourée de montagnes et de collines de moyenne altitude. Le mont de Staïha qui culmine à 572 m est le plus important.
La cuvette Emjez Edchich bordée au nord par la chaîne de montagnes de Staïha et au sud par des collines a un climat assez tempéré.

### Climat
Du fait de sa position géographique, la région du Tell, la commune d'Emjez Edchich est caractérisée par un climat méditerranéen, avec des étés chauds et secs et des hivers doux et pluvieux. Les températures moyennes estivales et hivernales sont respectivement de 30 °C et de 10 °C. Les gelées peuvent parfois être fortes en mois d'avril et causer des dégâts assez importants aux cultures.

## Histoire
Les premiers habitants étaient originaires de la région de collo (tribus des Béni Salah, Béni Toufout, Béni Ishak, Béni Mehenna et Ouled Aouat). Cette composition demeure effective jusqu’à nos jours[réf. nécessaire].
Emjez-Edchich (ex-Robertville) est parmi les plus anciennes communes de la wilaya de Skikda (crée en 1861 par décret impérial), c’est une commune dépendant de la daïra d’El Harrouch, wilaya de Skikda.

## Démographie
La population d’Emjez Edchich est estimée à 20 079 habitants selon le recensement de 2008. 

## Économie
L'économie d'Emjez Edchich est essentiellement basée sur l’agriculture, mais également dans l’enseignement, l’administration, le commerce et l’industrie.